# 胡大
胡大（波斯語：‎，：‎）是波斯语中对“神”的称谓。该词最初指代阿胡拉·馬茲達（琐罗亚斯德教的神）。它广泛应用于其他伊朗语支语言如库尔德语。
中文穆斯林通常將伊斯蘭教的神称为真主或安拉，维吾尔族、东干族穆斯林則称胡大。

## 词源

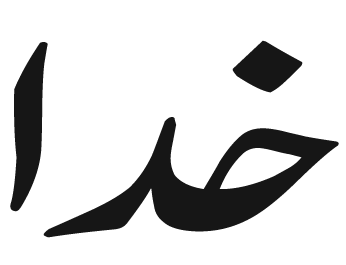
“胡大”一词的波斯体

该词起源自伊朗语支词语中的xvatay, xwadag，意为“王”、“统治者”、“主”，在安息语、 中古波斯语和粟特语中，以kwdy的书面形式出现。它是诸如阿維斯陀語xva-dhata-（意为“自我界定的”、“独裁的”，是阿胡拉·馬茲達的称号）等古老印欧语言词语在中古波斯语中的反映。普什图语词Xwdāi（خدای）是一个伊朗东部的同源词。

## 應用

### 伊斯蘭教
「胡大哈菲茲」（خدا حافظ‬）是波斯語中相等於「再見」的短語，直譯意思為「願真主保佑你」。這句亦在庫爾德語、普什圖語等大伊朗地區的語言，以及受波斯文化影響的印度、巴基斯坦和孟加拉國的穆斯林使用。 